# Lorenzo Burnet
Lorenzo Burnet est un footballeur néerlandais, né le 11 janvier 1991 à Amsterdam. Il évolue au poste d'arrière gauche.

## Palmarès
- Coupe des Pays-Bas : 2015

## Statistiques
| Saison    | Club                 | Pays         | Championnat       | Coupes nationales | Coupe d'Europe | Pays-Bas |
| --------- | -------------------- | ------------ | ----------------- | ----------------- | -------------- | -------- |
| 2011-2012 | FC Groningue         | Eredivisie   | 29 matchs / 1 but | 1 match           | -              | -        |
| 2012-2013 | FC Groningue         | Eredivisie   | 26 matchs / 1 but | 4 matchs          | -              | -        |
| 2013-2014 | FC Groningue         | Eredivisie   | 20 matchs         | 6 matchs / 1 but  | -              | -        |
| 2014-2015 | FC Groningue         | Eredivisie   | 9 matchs          | 2 matchs          | (C3) 2 matchs  | -        |
| 2015-2016 | FC Groningue         | Eredivisie   | 20 matchs / 1 but | 3 matchs          | (C3) 1 match   | -        |
| 2016-2017 | ŠK Slovan Bratislava | Fortuna Liga | 8 matchs          | 1 match           | (C3) 3 matchs  | -        |
| 2016-2017 | NEC Nimègue (prêt)   | Eredivisie   | -                 | -                 | -              | -        |

Dernière mise à jour le 19/02/2017